# Umberto Quattrocchi
Umberto Quattrocchi (Bergame, 21 décembre 1947 - Palerme, 16 octobre 2019) était un naturaliste et gynécologue italien, connu pour ses publications botaniques.

## Biographie
Diplômé en science politique et médecine avec spécialisation en gynécologie à l' Université de Palerme, il est l'auteur de nombreux ouvrages sur la botanique. Ses articles sur la botanique et le jardinage ont été publiés dans de nombreux magazines, dont Hortus et The Garden.
En 1992, il s'est retiré de la profession médicale pour se consacrer à des études de botanique et continuer à enseigner les sciences politiques à l'Université de Palerme.
Il était membre de la Royal Horticultural Society, de la Botanical Society of America et de la Linnean Society of London.

## Publications
- (it) Ingegneria genetica umana. Problemi e prospettive (Génie génétique humain. Problèmes et perspectives) série Philosophie et pédagogie, Ed. Herbita, 1996 -  (ISBN 8-8799-4083-X)
- (it) Guía de plantas tropicales silvestres (avec Enrico Banfi), Grandes Obras. Guías de la naturaleza, Ed. Grijalbo, 1997 -  (ISBN 8-4253-3150-1)
- (en) Simon & Schuster Guide to Hardy Tropical Plants, Touchstone, 1998 -  (ISBN 978-0-6848-4499-2)
- (en) CRC World Dictionary of Plant Names: Common Names, Scientific Names, Eponyms. Synonyms, and Etymology, CRC Press, 1999, 640 p.  (ISBN 978-0-8493-2678-3)
- (en) CRC World Dictionary of Grasses: Common Names, Scientific Names, Eponyms, Synonyms, and Etymology, 3 Vol., CRC Press, 2006, 2408 p.  (ISBN 978-0-8493-1303-5)
- (en) CRC World Dictionary of Medicinal and Poisonous Plants: Common Names, Scientific Names, Eponyms, Synonyms, and Etymology, 5 vol., CRC Press, 2012, 3960 p.  (ISBN 978-1-4200-8044-5)